# Liston Bochette
Liston Donneal Bochette III (Fort Myers, 16 giugno 1957) è un atleta e bobbista portoricano.
Negli anni 1980 fece parte della squadra di atletica leggera portoricana con cui fu campione dei Giochi Centroamericani e dei Caraibi, mentre negli anni 1990 fu membro della Nazionale di bob di Porto Rico partecipando a tre edizioni dei Giochi olimpici invernali.

## Biografia
Nato in Florida, si dedicò all'atletica leggera durante il liceo, con ottimi risultati a livello giovanile e lo status di All-American. Ha proseguito la sua carriera atletica alla Florida State University, divenendo membro della squadra universitaria di atletica leggera e allenandosi sotto la guida del famoso allenatore Jimmy Carnes e ha partecipando con successo a diverse competizioni studentesche.
Il suo primo successo internazionale arriva nella stagione 1982, quando fu nominato nella squadra nazionale portoricana per partecipare ai Giochi centroamericani e caraibici dell'Avana, dove vinse la medaglia d'oro superando tutti i concorrenti nel decathlon. Da studente, nel 1983, ha rappresentato Porto Rico nel decathlon all'Universiade mondiale di Edmonton, ma ha fallito nei 100 metri all'inizio del decathlon e ha quindi terminato prima. 
Successivamente, decise di cimentarsi nel bob e anche in questo campo ottenne alcuni successi. Così, in coppia con Douglas Rosado, si è piazzato al 40º posto nel bob a due alle Olimpiadi invernali di Albertville 1992. Nel 1994 è stato il portabandiera della delegazione di Porto Rico ai XVII Giochi olimpici invernali a Lillehammer, gareggiando nel programma a quattro e classificandosi al 25º posto. Nel 1998 ha partecipato alle Olimpiadi di Nagano nel programma a quattro, ma durante la terza manche l'equipaggio è stato squalificato.
Oltre all'impegno agonistico, Bochette fu anche un funzionario sportivo, ricoprendo posizioni di vertice in diverse organizzazioni sportive di Porto Rico.